# Klein St. Paul
Klein St. Paul, Klein Sankt Paul – gmina targowa w Austrii, w kraju związkowym Karyntia, w powiecie Sankt Veit an der Glan. Liczy 1848 mieszkańców (1 stycznia 2015).